# カーリー・ランボー
アール・ルイス・ランボー（Earl Louis "Curly" Lambeau、1898年4月9日 - 1965年6月1日）は、アメリカ合衆国ウィスコンシン州グリーンベイ出身のアメリカンフットボール元選手、元コーチ、球団創設者。
友人で同じグリーンベイ出身のジョージ・ホイットニー・カルフーンとともに、1919年にグリーンベイ・パッカーズを設立した（当初はアクミー・パッカーズといった。当時は独立リーグ。1920年にNFLに加入）。また、1919年から1929年まで、選手兼ヘッドコーチを務め、チームの運営を事実上コントロールしていた。現役時代のポジションはハーフバックで当時のプレミアポジション。チームの主力ランナーでありパサーでもあり、77試合で35回のタッチダウン（ラッシャーとして8回、レシーバーとして3回、パサーとして24回）を記録した。1929年には選手として唯一のNFLチャンピオンを果たした。

## 概要
ランボーは1919年から1949年までパッカーズのヘッドコーチ兼ゼネラルマネージャーを務めた。その間、チームで200勝以上を記録し、1929年から1931年までの3連覇を含む6回のNFLチャンピオンに導いた。現在、ライバルのシカゴ・ベアーズのジョージ・ハラス、ニューイングランド・ペイトリオッツのビル・ベリチックと並んで、最も多くのNFL優勝に導いたヘッドコーチである。ランボーはまた、プロフットボール殿堂入りを果たした8人の選手を指導した。クォーターバックのアーニー・ハーバーやスプリットエンドのドン・ハトソンなどの選手を擁し、アメリカンフットボールのパスゲームに革命をもたらしたと言われている。1949年のパッカーズ取締役との対立の後、パッカーズを離れ、シカゴ・カージナルス（現、アリゾナ・カージナルス）とワシントン・レッドスキンズでそれぞれ2年間ヘッドコーチを務めた後、1953年にコーチを引退した。
現在までにランボーの功績は広く認められ、表彰されている。ランボーはリーグ創設当初の10年間でトップハーフバックの一人として、NFL1920年代オールディケードチームに選出された。また、1963年にはプロフットボール殿堂入り、1970年にはパッカーズの創設者、選手、コーチとしての役割が認められ、グリーンベイ・パッカーズの球団殿堂入りを果たした。1965年の死後まもなく、パッカーズの本拠地ニュー・シティ・スタジアムは、ランボーに敬意を表し、「ランボー・フィールド」に改名された。

## 詳細情報

### 年度別成績
| 年度     | チーム   | 背 番 号 | 試合 | 試合 | パス | ラン | レシーブ | フィールドゴール | フィールドゴール | PAT    |
| 年度     | チーム   | 背 番 号 | 出場 | 先発 | TD   | TD   | TD       | 成功数           | 最長 ヤード      | 成功数 |
| -------- | -------- | -------- | ---- | ---- | ---- | ---- | -------- | ---------------- | ---------------- | ------ |
| 1921     | GB       | -        | 6    | 5    | 1    | 2    | 0        | 3                |                  | 7      |
| 1922     | GB       | -        | 8    | 6    | 2    | 3    | 0        | 1                |                  | 3      |
| 1923     | GB       | -        | 10   | 9    | 3    | 1    | 2        | 0                |                  | 0      |
| 1924     | GB       | -        | 11   | 10   | 8    | 0    | 1        | 1                | 40               | 1      |
| 1925     | GB       | 1        | 11   | 7    | 5    | 0    | 0        | 1                | 25               | 5      |
| 1926     | GB       | 1        | 12   | 7    | 3    | 0    | 0        | 0                |                  | 4      |
| 1927     | GB       | 14       | 10   | 5    | 1    | 2    | 0        | 0                |                  | 0      |
| 1928     | GB       | 42       | 8    | 1    | 1    | 0    | 0        | 0                |                  | 0      |
| 1929     | GB       | 20       | 1    | 0    | 0    | 0    | 0        | 0                |                  | 0      |
| NFL：9年 | NFL：9年 | NFL：9年 | 77   | 50   | 24   | 8    | 3        | 6                | 40               | 20     |

- 1929年度シーズン終了時[1][2]
- 太字は自身最高記録